# Idaea ibericata
Idaea ibericata är en fjärilsart som beskrevs av Eugen Wehrli 1927. Idaea ibericata ingår i släktet Idaea och familjen mätare. Inga underarter finns listade i Catalogue of Life.